# Pinconning
Pinconning est une ville du comté de Bay, dans l'État du Michigan, aux États-Unis. En 2020, sa population était de 1 204 habitants.